# Вычислительная топология
Вычислительная топология или алгоритмическая топология — дисциплина, находящаяся на пересечении топологии, вычислительной геометрии и теории вычислительной сложности. Её основными задачами являются создание эффективных алгоритмов для решения топологических проблем и применение топологических методов для решения алгоритмических проблем, возникающих в других областях науки.

## Открытые проблемы
- Принадлежит ли задача распознавания тривиального узла к классу P?